# 662
662 (DCLXII) var ett normalår som började en lördag i den julianska kalendern.

## Händelser

### Okänt datum
- Grimuald övertar det langobardiska kungariket, tvingar Perctarit att gå i exil och dödar Godepert.

## Födda
- Kakinomoto no Hitomaro, japansk poet.
- Ottilia av Alsace, helgon.

## Avlidna
- Childebert den adopterade, frankisk kung av Austrasien sedan 656